# Обеліск Муссоліні
Обеліск Муссоліні (італ. Mussolini-Obelisk або італ. Mussolini-Monolith) — моноліт з каррарського мармуру, розташований в центрі Італійського форуму в Римі .  За задумом Беніто Муссоліні, обеліск мав стати не просто пам'ятником, а символом держави й початку ери фашизму.

## Опис
Обеліск розташований на Італійському форумі — монументальному спортивному комплексі Риму, зведеному в 1928—1938 роках. Форум використовувався для залучення до заняття спортом членів молодіжної організації фашистської партії Opera Nazionale Balilla. Як і багато інших споруд на форумі, обеліск зроблений з каррарського мармуру і спирається на класичні моделі побудови. Його вага становить 300 т, висота — 17,4 м.
Мармур для обеліска почали добувати в Апуанських Альпах в 1928 році. Транспортування гірської породи загальною вагою 300 т було здійснено за допомогою спеціального методу переміщення мармурових брил на рублених ковзанках. У ній були задіяні 50 чоловік. Будівництво тривало 8 місяців. На обеліску є напис MVSSOLINI DVX (Муссоліні лідер/вождь).
У 2006 році була проведена реставрація обеліска, що коштувала 2,2 млн євро.